# Jón Daði Böðvarsson
En aquest nom islandès, el darrer nom és un patronímic, no pas un cognom. La manera de referir-se a aquesta persona és pel nom de pila.
Jón Dadi Böðvarsson (nascut el 25 de maig de 1992) és un futbolista islandès que actualment juga amb el Fußball-Club Kaiserslautern, així com la selecció islandesa com a extrem dret. Va ser seleccionat per a l'Eurocopa del 2016.